# Aviatorske
Aviatorske (en ukrainien : Авіаторське) ou Aviatorskoïe (en russe : Авиаторское) est une commune urbaine de l'oblast de Dnipropetrovsk, en Ukraine. Sa population s'élevait à 2 403 habitants en 2013.

## Géographie
Aviatorske est située à 12 km au sud-est du centre de Dnipro, sur la rive droite du Dniepr.

## Administration
Aviatorske fait partie de la municipalité de Dnipro (en ukrainien : Дніпровська міська рада, Dniprovs'ka mis'ka rada).

## Histoire
Fondée en 2004, Aviatorske a le statut de commune urbaine depuis le 5 février 2004. Sur le territoire d'Aviatorske se trouve une ancienne base aérienne, qui fut le siège du 933e régiment d'aviation de chasse de la 11e division de la défense aérienne, créé en octobre 1943. Le régiment s'installa à Dnipropetrovsk en juin 1946 et fut dissous en 1996. L'Aéroport international de Dnipro occupe désormais le site.

## Population
Recensements (*) ou estimations de la population :
| 2006  | 2007  | 2008  | 2009  |
| ----- | ----- | ----- | ----- |
| 2 282 | 2 305 | 2 308 | 2 317 |

| 2010  | 2011  | 2012  | 2013  |
| ----- | ----- | ----- | ----- |
| 2 337 | 2 357 | 2 385 | 2 403 |